# Fanny Smith
Pour les articles homonymes, voir Smith.
Fanny Smith, née le 20 mai 1992 à Aigle, dans le canton de Vaud en Suisse, est une athlète de skicross (freestyle). Elle remporte deux médailles de bronze olympique, lors du skicross des Jeux olympiques 2018 à PyeongChang et des Jeux olympiques 2022 à Pékin. Elle possède huit médailles mondiales à son palmarès, l'or aux mondiaux 2013 et aux mondiaux 2025, le bronze lors de l'édition 2015 et 2023 et l'argent en 2017, 2019 et 2021. 
Membre de l’équipe nationale suisse de skicross, elle compte un des plus grands palmarès du skicross féminin, 35 victoires et 85 podiums en coupe du monde dont elle remporte trois fois le globe de cristal de sa discipline, le premier lors de la saison 2012-2013, le deuxième lors de la saison 2018-2019 et le troisième en  2020-2021, un hiver qu'elle termine avec 450 points d'avance sa dauphine Alizée Baron et où elle atteint les 29 victoires en carrière, battant le record de victoires en skicross que détenait jusque là Ophélie David (26). Record qui sera battu par la Suédoise Sandra Näslund lors de la saison 2023.

## Biographie
Au terme de la Coupe du monde 2009-2010, où elle termine à la sixième place du classement de la discipline du ski cross, elle est désignée Rookie of the year par la FIS. Durant cette saison, elle termine à deux reprises sur le podium, une deuxième place à Lake Placid et une troisième à Branas. Elle participe aux Jeux olympiques de Vancouver où elle se qualifie pour les demi-finales. Elle y termine troisième de sa série pour finalement disputer la petite finale et terminer septième. En août, elle remporte le titre de championne du monde juniore à Cardrona en Nouvelle-Zélande.
Elle remporte sa première victoire en coupe du monde lors de la deuxième étape de la saison 2010-2011. Elle termine également deuxième à Alpe d'Huez. Pendant le mois de janvier, elle participe pour la deuxième fois aux les Winter X Games à Aspen, terminant à la troisième place serrière Kelsey Serwa et Ophélie David.
Elle participe pour la première fois aux championnats du monde, les mondiaux disputés à Deer Valley. Elle y termine à la dixième place. Après ces mondiaux, elle obtient un deuxième podium à Blue Mountain. Elle termine quatrième du classement de la coupe du monde.
Après une blessure au genou gauche, qui provoque une rupture du ligament croisé antérieur, des lésions du ménisque et du ligament latéral, en décembre 2011 à San Candido, elle renoue à la compétition un an plus tard en terminant deuxième des championnats du Canada à Nakiska. Elle remporte son deuxième succès en coupe du monde pour l'ouverture de la saison de coupe du monde,.
Quatorze mois après sa blessure, Fanny Smith devient championne du monde à Voss, pour sa deuxième participation. Elle devient la première Suissesse à remporter un titre mondial en ski cross. Elle finit cinquième du classement général de la et surtout elle est récompensée par le globe de cristal du ski cross, grâce à quatre victoires à Nakiska, à Telluride, à Val Thorens et à Åre.
Sur le début de la saison suivante, elle remporte une victoire à Innichen.
« Venue à Sotchi pour une médaille », elle est éliminée en demi-finale des Jeux olympiques, en raison d'un dernier virage mal négocié. Après les Jeux, elle s'impose à deux reprises à Åre. Elle termine cette saison à la deuxième place de sa discipline, derrière la Canadienne Marielle Thompson, et la cinquième du classement général de la coupe du monde.

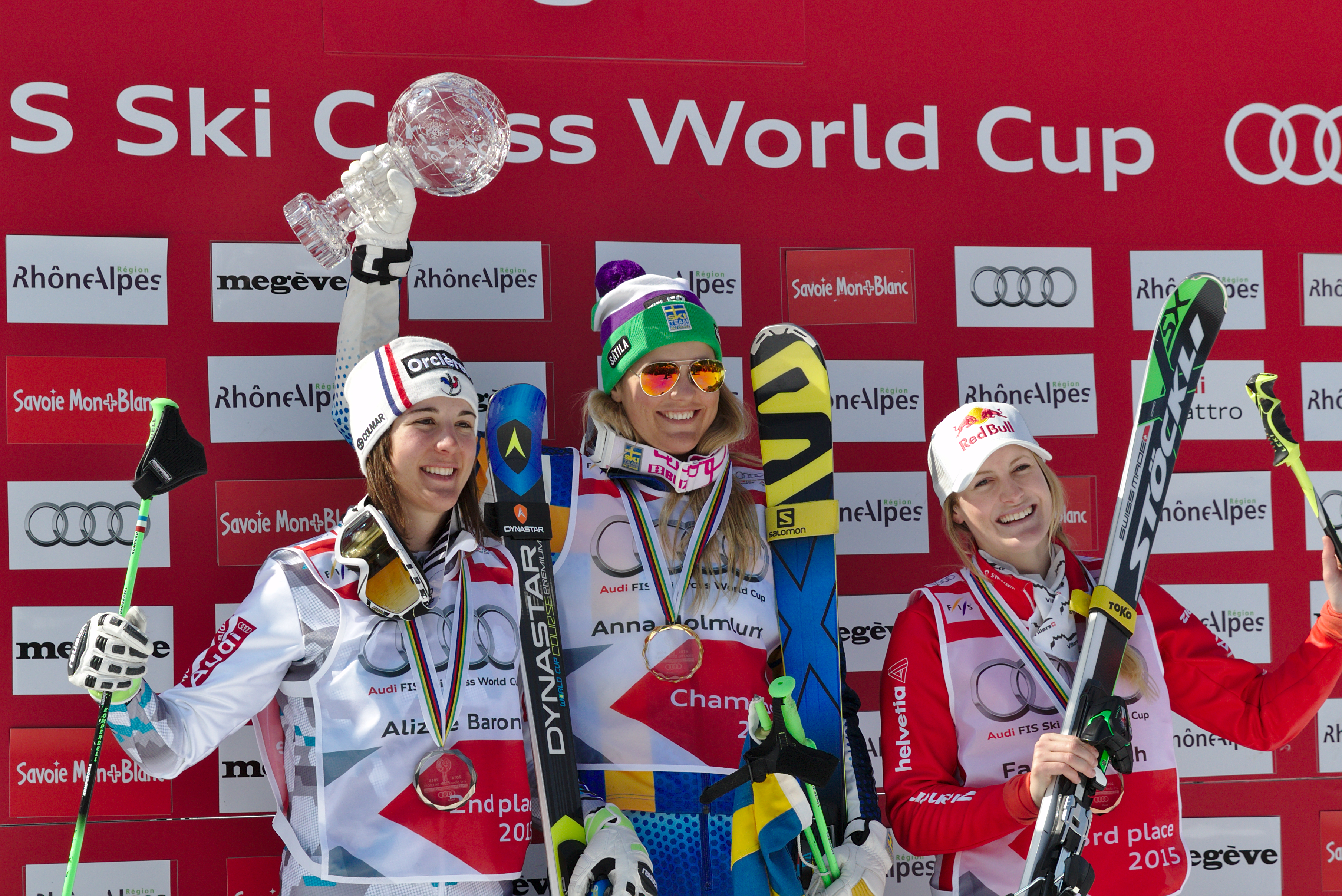
Fanny Smith, à droite, en 2015 à Megève.

Fanny Smith remporte la médaille de bronze aux Championnats du monde de 2015 à Kreischberg.
Lors de la première étape de la coupe du monde 2015-2016 à Montafon, elle se fracture la clavicule droite en chutant lors des qualifications
. Pour son retour à la compétition, lors de la première étape de la coupe du monde 2016-2017 à Val Thorens, elle termine à la deuxième place derrière Marielle Thompson. Elle termine ensuite plusieurs fois sur le podium, à Innichen, puis à Malles Venosta, Feldberg, Idre et Blue Montain. Elle termine à la troisième place du général de ski cross, derrière Thompson et la Suédoise Sandra Näslund. Aux mondiaux de Sierra Nevada, elle est battue par Sandra Näslund.
Le 23 février 2018, elle termine troisième du ski cross lors des compétitions de ski acrobatiques des Jeux olympiques de Pyeongchang, devancée par les Canadiennes Kelsey Serwa et Brittany Phelan. Elle remporte deux des courses de la coupe du monde, à Montafon et Sunny Valley, terminant deuxième de la discipline derrière Sandra Näslund.
Elle remporte quatre des six épreuves de la coupe du monde précédant les mondiaux de Solitude dans l'Utah. Elle termine deuxième de cette compétition, derrière Marielle Thompson. Elle remporte encore deux courses, à Sunny Valley. Une septième place lors de la dernière étape de la saison, à Veysonnaz, lui assure le gain de son deuxième globe de cristal, devant Sandra Näslund. Elle prend la troisième place du classement général remporté par  Perrine Laffont et la Chinoise Xu Mengtao.
Fanny Smith s'impose à Val Thorens puis remporte son 21e succès en coupe du monde lors de l’épreuve de San Candido au début de la saison 2019-2020. Avec 796 points, elle est devancée par Sandra Naeslund obtient le globe de cristal avec 855 points. Elle commence la saison 2020-2021 par l'obtention de deux podiums à Arosa, première étape, une deuxième place, derrière la Suédoise Alexandra Edebo (sv), puis une victoire le lendemain. Lors de l'étape de Val Thorens, elle remporte la première course, puis est éliminée le lendemain en demi-finale après une bousculade avec la Française Jade Grillet-Aubert. Elle remporte ensuite un nouveau succès à Idre, devant Marielle Thomson lui permettant d'égaler le record de 26 succès en Coupe du monde, record détenu par la Française Ophélie David. Le 24 janvier 2021, toujours à Idre Fjäll, elle signe un 27e succès, devant Alizée Baron et la Canadienne Marielle Thompson. Lors des mondiaux, initialement prévus en Chine avant d'être organisés à Idre Fjäll, elle termine à la deuxième place, derrière Sandra Näslund et devant Alizée Baron. Elle termine cette saison 2020-2021 en tête du classement du ski cross, remportant son troisième globe de cristal dans la discipline, avec une avance de 450 points sur Alizée Baron, totalisant sept victoires et onze podiums en douze courses pour porter le record de victoires féminines en ski cross à 29 succès.
Victime d'une contusion osseuse en janvier 2022 à Nakiska, Fanny Smith dispute les Jeux olympiques de Pékin sous antidouleurs et presque sans entraînement. Elle termine la finale à la 3e place avant d'être déclassée par le jury pour avoir, selon lui, volontairement gêné l'Allemande Daniela Maier en écartant son ski. Swiss-Ski conteste cette décision devant la commission d’appel de la FIS qui accepte le recours le 26 février 2022, attribue la médaille de bronze du ski-cross féminin à la Suisse et replace l'Allemande à la 4e place. Finalement, en raison des circonstances particulières et éprouvantes ainsi que du caractère unique du cas, un accord a été trouvé entre toutes les parties dans le cadre d’une procédure à l’amiable auprès du Tribunal Arbitral du Sport (sous la direction de l’arbitre unique Ulrich Haas). La Fédération internationale de ski et de snowboard (FIS) a modifié le classement et placé les deux athlètes à la troisième place.

## Palmarès

### Jeux olympiques
| Épreuve / Édition   | Ski cross |
| JO 2010 Vancouver   | 7e        |
| JO 2014 Sotchi      | 8e        |
| JO 2018 Pyeongchang | Bronze    |
| JO 2022 Pékin       | Bronze    |

### Championnats du monde
| Épreuve / Édition           | Ski cross | Ski cross par équipe             |
| Mondiaux 2011 Deer Valley   | 10e       | Épreuve inexistante à cette date |
| Mondiaux 2013 Voss          | Or        | Épreuve inexistante à cette date |
| Mondiaux 2015 Kreischberg   | Bronze    | Épreuve inexistante à cette date |
| Mondiaux 2017 Sierra Nevada | Argent    | Épreuve inexistante à cette date |
| Mondiaux 2019 Park City     | Argent    | Épreuve inexistante à cette date |
| Mondiaux 2021 Idre Fjäll    | Argent    | Épreuve inexistante à cette date |
| Mondiaux 2023 Bakuriani     | Bronze    | 5e                               |
| Mondiaux 2025 Engadine      | Or        | Or                               |

| Épreuve / Édition      | Ski cross |
| Mondiaux 2011 Cardrona | Or        |

Légende :
- : première place, médaille d'or
- : deuxième place, médaille d'argent
- : troisième place, médaille de bronze
- : pas d'épreuve

### Coupe du monde
- 4 gros globe de cristal :
  - Vainqueur du classement skicross en 2013,  2019, 2021 et 2025.
- 84 podiums dont 35 victoires.

#### Différents classements en coupe du monde
| Année/Classement | Général | Général | Ski cross | Ski cross |
| ---------------- | ------- | ------- | --------- | --------- |
| Année/Classement | Class.  | Points  | Class.    | Points    |
| 2008-2009        | 145e    | 01,00   | 47e       | 013       |
| 2009-2010        | 19e     | 34,00   | 6e        | 374       |
| 2010-2011        | 9e      | 46,00   | 4e        | 504       |
| 2011-2012        | 107e    | 05,00   | 27e       | 050       |
| 2012-2013        | 5e      | 58,00   | 1re       | 576       |
| 2013-2014        | 5e      | 66,00   | 2e        | 730       |
| 2014-2015        | 8e      | 49,00   | 3e        | 539       |
| 2015-2016        | N/A     | N/A     | N/A       | N/A       |
| 2016-2017        | 13e     | 52,54   | 3e        | 683       |
| 2017-2018        | 8e      | 53,90   | 2e        | 539       |
| 2018-2019        | 3e      | 72.64   | 1re       | 799       |
| 2019-2020        | 3e      | 72.36   | 2e        | 796       |
| 2020-2021        | –       | –       | 1re       | 945       |
| 2021-2022        | –       | –       | 2e        | 641       |
| 2022-2023        | –       | –       | 2e        | 691       |
| 2023-2024        | –       | –       | 9e        | 493       |
| 2024-2025        | –       | –       | 1re       | 1076      |

#### Détails des victoires
| Épreuve / Édition | Ski Cross                                               | Total |
| ----------------- | ------------------------------------------------------- | ----- |
| 2010-2011         | Innichen                                                | 1     |
| 2012-2013         | Nakiska Telluride Val Thorens Are                       | 4     |
| 2013-2014         | Innichen Are x2                                         | 3     |
| 2014-2015         | Arosa x2 Tegernsee                                      | 3     |
| 2018-2019         | Montafon Sunny Valley                                   | 2     |
| 2018-2019         | Arosa Innichen Idre Fjäll Blue Mountain Sunny Valley x2 | 6     |
| 2019-2020         | Val Thorens Innichen Idre Fjäll Sunny Valley            | 4     |
| 2020-2021         | Arosa Val Thorens Idre Fjäll x2 Bakuriani Sunny Valley  | 6     |
| 2022-2023         | Veysonnaz Craigleith                                    | 2     |
| 2024-2025         | Gudauri Craigleith x2 Idre Fjäll                        | 4     |

#### Détails des podiums
| Date       | Lieu           | Place |
| ---------- | -------------- | ----- |
| 24-01-2010 | Lake Placid    | 2e    |
| 06-03-2010 | Branäs         | 3e    |
| 19-12-2010 | Innichen       | 1re   |
| 12-01-2011 | Alpe d'Huez    | 2e    |
| 11-02-2011 | Blue Mountain  | 2e    |
| 08-12-2012 | Nakiska        | 1re   |
| 13-12-2012 | Telluride      | 1re   |
| 19-12-2012 | Val Thorens    | 1re   |
| 12-01-2013 | Les Contamines | 3e    |
| 19-02-2013 | Sotchi         | 3e    |
| 17-03-2013 | Åre            | 1re   |
| 07-12-2013 | Nakiska        | 2e    |
| 21-12-2013 | Innichen       | 1re   |
| 25-01-2014 | Kreischberg    | 2e    |
| 07-03-2014 | Arosa          | 2e    |
| 15-03-2014 | Åre            | 1re   |
| 16-03-2014 | Åre            | 1re   |
| 23-03-2014 | La Plagne      | 2e    |
| 06-12-2014 | Nakiska        | 3e    |
| 06-02-2015 | Arosa          | 1re   |
| 07-02-2015 | Arosa          | 1re   |
| 21-02-2015 | Tegernsee      | 1re   |
| 09-12-2016 | Val Thorens    | 2e    |
| 22-12-2016 | Innichen       | 2e    |

| Date       | Lieu          | Place |
| ---------- | ------------- | ----- |
| 15-01-2017 | Watles        | 2e    |
| 04-02-2017 | Feldberg      | 2e    |
| 12-02-2017 | Idre Fjäll    | 3e    |
| 05-03-2017 | Blue Mountain | 3e    |
| 15-12-2017 | Montafon      | 1re   |
| 14-01-2018 | Idre Fjäll    | 2e    |
| 03-03-2018 | Sunny Valley  | 1re   |
| 04-03-2018 | Sunny Valley  | 3e    |
| 17-12-2018 | Arosa         | 1re   |
| 21-12-2018 | Innichen      | 1re   |
| 19-01-2019 | Idre Fjäll    | 3e    |
| 20-01-2019 | Idre Fjäll    | 1re   |
| 26-01-2019 | Blue Mountain | 1re   |
| 23-02-2019 | Sunny Valley  | 1re   |
| 24-02-2019 | Sunny Valley  | 1re   |
| 07-12-2019 | Val Thorens   | 1re   |
| 17-12-2019 | Arosa         | 2e    |
| 22-12-2019 | Innichen      | 1re   |
| 18-01-2020 | Nakiska       | 3e    |
| 25-01-2020 | Idre Fjäll    | 1re   |
| 26-01-2020 | Idre Fjäll    | 2e    |
| 23-02-2020 | Sunny Valley  | 1re   |
| 15-12-2020 | Arosa         | 2e    |
| 16-12-2020 | Arosa         | 1re   |

| Date       | Lieu          | Place |
| ---------- | ------------- | ----- |
| 20-12-2020 | Val Thorens   | 1re   |
| 20-01-2021 | Idre Fjäll    | 1re   |
| 23-01-2021 | Idre Fjäll    | 3e    |
| 24-01-2021 | Idre Fjäll    | 1re   |
| 19-02-2021 | Reiteralm     | 2e    |
| 27-02-2021 | Bakuriani     | 1re   |
| 12-03-2021 | Sunny Valley  | 1re   |
| 21-03-2021 | Veysonnaz     | 2e    |
| 27-11-2021 | Secret Garden | 2e    |
| 12-12-2021 | Val Thorens   | 2e    |
| 14-12-2021 | Arosa         | 2e    |
| 19-12-2021 | Innichen      | 2e    |
| 20-12-2021 | Innichen      | 2e    |
| 14-01-2022 | Nakiska       | 2e    |
| 15-01-2022 | Nakiska       | 3e    |
| 19-03-2022 | Veysonnaz     | 3e    |
| 21-12-2022 | Innichen      | 2e    |
| 22-12-2022 | Innichen      | 3e    |
| 21-01-2023 | Idre Fjäll    | 2e    |
| 12-03-2023 | Veysonnaz     | 1re   |
| 17-03-2023 | Craigleith    | 1re   |
| 07-12-2023 | Val Thorens   | 3e    |
| 21-12-2023 | Innichen      | 2e    |
| 20-01-2024 | Nakiska       | 3e    |

| Date       | Lieu         | Place |
| ---------- | ------------ | ----- |
| 28-01-2024 | Saint-Moritz | 2e    |
| 12-12-2024 | Val Thorens  | 2e    |
| 16-01-2025 | Reiteralm    | 2e    |
| 17-01-2025 | Reiteralm    | 2e    |
| 02-02-2025 | Veysonnaz    | 3e    |
| 09-02-2025 | Val di Fassa | 3e    |
| 01-03-2025 | Goudaouri    | 1re   |
| 02-03-2025 | Goudaouri    | 2e    |
| 14-03-2025 | Craigleith   | 1re   |
| 15-03-2025 | Craigleith   | 1re   |
| 29-03-2025 | Idre Fjäll   | 3e    |
| 30-03-2025 | Idre Fjäll   | 1re   |

### X Games
| États-Unis \| Épreuve/Édition \| Lieu \| Ski cross \| \| --------------------- \| --------- \| --------- \| \| Winter X Games : 2010 \| Aspen, CO \| 4e \| \| Winter X Games : 2011 \| Aspen, CO \| 3e \| | Europe Aucune participation |           |
| Épreuve/Édition | Lieu                        | Ski cross |
| Winter X Games : 2010 | Aspen, CO                   | 4e        |
| Winter X Games : 2011 | Aspen, CO                   | 3e        |

## Divers
| Elle participe à plusieurs courses de championnats nationaux \| Date \| Résultat \| Lieu \| \| ---------- \| -------- \| ---------------------- \| \| 25.02.2009 \| 3e \| Espagne, Sierra Nevada \| \| 02.04.2011 \| 1re \| Suisse, Arosa \| \| 01.12.2012 \| 2e \| Canada, Nakiska \| \| 24.11.2018 \| 2e \| Autriche, Pitztal \| \| 09.03.2019 \| 1re \| Suisse, Hoch-Ybrig \| | - 2 victoires en coupe nord-américaine : à Sugar Bowl, en février 2010 - 3e en Coupe nord-américaine (classement général) 2010 - Espoir suisse de l’année 2010-2011 - Mérite sportif vaudois de l’année 2010-2011 - Red Bull Hutten Rallye : 1re 2010-2011 - Prix 2010 Panathlon International Club du Chablais - Mérite Boyard de la commune d’Ollon. |                        |
| Date | Résultat | Lieu                   |
| 25.02.2009 | 3e | Espagne, Sierra Nevada |
| 02.04.2011 | 1re | Suisse, Arosa          |
| 01.12.2012 | 2e | Canada, Nakiska        |
| 24.11.2018 | 2e | Autriche, Pitztal      |
| 09.03.2019 | 1re | Suisse, Hoch-Ybrig     |